# 타이중 진캉
타이중 진캉(중국어: 臺中金剛, Taichung Agan)은 중화민국에서 1997년부터 2002년까지 있었던 타이완 직업봉구 대연맹 리그 소속의 프로야구팀이다. 연고지는 타이중시였으며 홈구장은 타이중 야구장과 신주야구장이다. TML에서 총 3회 우승, 6년의 리그 역사에서 가장 많은 우승을 한 팀이다.
TML이 CPBL과 통합할 때, 타이중 진캉은 자난 루카와 통합하여 나루완 타이양으로 재창단되었다.

## 역사
※진한 숫자는 챔피언 시리즈에서 우승한 해를 뜻함.
| 연도            | 순위 | 스폰서        |
| --------------- | ---- | ------------- |
| 1997년(TML원년) | 4    | -             |
| 1998년(TML2년)  | 4    | 중국섬유회사  |
| 1999년(TML3년)  | 2    | -             |
| 2000년(TML4년)  | 4    | 메이덩펑 그룹 |
| 2001년(TML5년)  | 1    | 메이덩펑 그룹 |
| 2002년(TML6년)  | 1    | 홍치 그룹     |